# 4731 Monicagrady
4731 Monicagrady је астероид главног астероидног појаса са средњом удаљеношћу од Сунца која износи 3,111 астрономских јединица (АЈ).
Апсолутна магнитуда астероида је 14,1.